# Jean Métellus
Jean Métellus (né le 30 avril 1937 à Jacmel en Haïti et mort le 4 janvier 2014 à Paris,) est un neurologue, poète, essayiste et romancier haïtien.

## Parcours de médecin
Jean Métellus enseigne en Haïti, puis il émigre en France en 1959, à l'époque de la dictature des Duvalier, il entreprend des études, obtenant son doctorat en médecine en 1970. Il se spécialise en neurologie et dans les troubles du langage, et soutient en 1975 une thèse de 3e cycle de linguistique intitulée Analyse linguistique de corpus de langage d'aphasiques, à l'université Paris III. Il devient professeur au collège de médecine des hôpitaux de Paris.

## Parcours littéraire

### Poésie
Il est surtout connu pour son activité littéraire de poète, romancier et auteur dramatique. Il publie en 1973 le poème Au pipirite chantant, en référence à un oiseau haïtien, dans la revue Les Lettres nouvelles, puis Hommes de plein vent (1981), Voyance (1985), plusieurs recueils de poésie, La Peau et autres poèmes (2006), Tous ces chants sereins (1981), et Souvenirs à vif (2011).

### Théâtre
Il écrit Anacaona, pièce qui évoque le destin d'une reine haïtienne brûlée vive par les conquistadores espagnols, jouée au Théâtre de Chaillot (1988), puis d'autres pièces, notamment Le Pont rouge, Colomb et Henri le cacique.

### Romans et essais

#### Romans
Plusieurs de ses romans évoquent « le destin récent d'Haïti », tels Jacmel au crépuscule, une chronique de cette ville pendant l'année 1956, La Famille Vortex (1982), L'Année Dessalines (1987), Louis Vortex (1992) ou Toussaint Louverture le précurseur.
D'autres romans font référence à d'autres thèmes, Une Eau-forte (1983), qui relate la vie d'un peintre suisse, Charles-Honoré Bonnefoy, ou encore La Parole prisonnière, qui traite du bégaiement.

#### Essais
Il publie également des essais, notamment Haïti, une nation pathétique, qui explique le drame haïtien et Voyage à travers du langage, qui peut être considéré comme une vulgarisation des mystères de la parole. De l’esclavage aux abolitions, XVIIe – XXe siècles, écrit en collaboration avec Marcel Dorigny, est une fresque animée de nombreuses reproductions d’œuvres d’art relatant la chronique des abolitions de l’esclavage. Sous la dictée du vrai reprend une série d’entretiens avec Jacques-Hubert de Poncheville et dévoile plus intimement l'auteur, ses engagements et ses inspirations. Son dernier essai, Vive la dyslexie !, coécrit avec Béatrice Sauvageot, présente l'approche que propose Métellus de cette affection et des méthodes de rééducation.

## Prix littéraires
- En 2010, Prix international de Poésie francophone Benjamin Fondane. Le prix a été remis à Jean Métellus pour ses œuvres littéraires et ses essais en mars 2010 au Palais de Béhague par l'Institut culturel roumain.
- En 2007, Grand prix de poésie de la Société des gens de lettres pour l'ensemble de son œuvre.
- En 2006, Grand Prix international Léopold Sédar Senghor de poésie de langue française, pour l'ensemble de son œuvre. Le prix lui a été remis au salon du livre de Paris en mars 2006 par Sylvestre Clancier et Paul Sabourin, de l'association Nouvelle Pléiade.
- Prix Roland de Jouvenel en 1984 pour Une eau-forte.
- Prix André-Barré en 1982 pour Jacmel au crépuscule

## Œuvres

### Romans
- 1981: Jacmel au Crépuscule (Éditions Gallimard, Paris)
- 1983: Une Eau-Forte (Éditions Gallimard, Paris)
- 1989: Les Cacos (Éditions Gallimard, Paris)
- 1990: Charles Honoré Bonnefoy (Éditions Gallimard, Paris)
- 2000: La vie en partage (Éditions Desclée de Brouwer)

#### Cycle romanesque autour de la famille Vortex
- 1982: La Famille Vortex (Éditions Gallimard, Paris; réédition en collection "L'Imaginaire" en 2010)
- 1986: L'Année Dessalines (Éditions Gallimard, Paris)
- 1992: Louis Vortex (Éditions Messidor, Paris; réédition chez Éditions Maisonneuve & Larose - Emina soleil, Paris)
- 1999: L'Archevêque (Le Temps des Cerises Éditeurs, Pantin)

### Théâtre
- 1986: Anacaona (Éditions Hatier, "Monde Noir")
- 1991: Le pont rouge (Éditions Nouvelles du Sud)
- 1992: Colomb (Éditions L'Autre Mer)
- 2003: Toussaint Louverture (Éditions Hatier, "Monde Noir")
- 2005: Henri le cacique (Éditions Panafrika / Silex)

### Poésie
- 1978: Au pipirite chantant (Éditions M. Nadeau)
- 2006: La Peau (Éditions Seghers)
- 2008: Visages de femmes (Éditions Le Temps des Cerises)
- 2015: Rhapsodie pour Hispaniola (Éditions Bruno Doucey, Paris)

### Essais
- 1986: La Parole Prisonnière (Éditions Gallimard, Paris)
- 2003: Haïti, une nation pathétique (Éditions Maisonneuve & Larose)
- 2004: Toussaint Louverture Le Précurseur ( Le Temps des Cerises, Pantin)